# .gl
A .gl Grönland internetes legfelső szintű tartomány kódja, melyet 1994-ben hoztak létre.